# آب‌نبات ژله‌ای
آب‌نبات ژله‌ای یا جیلی بیلی یا به اسم مختصر ژلوبیا(به انگلیسی: Jelly bean) نوعی آب‌نبات کوچک و لوبیا شکل است که دارای روکش نرم شیرین و محتویاتی ژلهای است که در طیف گسترده‌ای از رنگ‌ها و طعم‌ها تولید و عرضه می‌شود. این نوع از آب‌نبات، در سال ۱۸۶۱ توسط ویلیام چرافت ابداع و در بوستون به ثبت رسید. نخستین استفاده گسترده از این نوع آب‌نبات، به دلیل مصادف بودن زمان ابداع و دوران جنگ داخلی آمریکا، است چون در همین جنگ بود که برای سربازان شمالی فرستاده می‌شد.
همچین ابنبات ژله ای نام نسخه ۴.۱ و ۴.۲ اندروید است